# Caden Glover
Caden Glover, född 8 mars 2007 i Columbia i Illinois, är en amerikansk fotbollsspelare. Han spelar för St. Louis City SC i MLS.